# Alarm!!!
Alarm!!! – debiutancka płyta zespołu Miguel and the Living Dead wydana na cd przez austriacką wytwórnię Strobelight Records 25 lipca 2005. W 2021 roku album został wydany na winylu w dwóch wersjach kolorystycznych (czarny winyl, czerwony winyl) przez polską, niezależną wytwórnię płytową Bat-Cave Productions.

## Skład
- Nerve 69 – gitara elektryczna, samplery, keyboard, chórki
- Slavik – śpiew
- Killer Klaus – gitara basowa, keyboard, chórki
- Niuniek El Diablo – perkusja
- Goozzolini – keyboard

## Lista utworów
1. „Miguel and the Living Dead”
2. „Aliens Wear Sunglasses”
3. „Graveyard Love Song”
4. „Salem’s Lot”
5. „Night of Terror”
6. „Killer Klowns From Outer Space”
7. „Black Magic Sex Terror”
8. „Sexy Velvet Shadow”
9. „Train of the Dead”
10. „Ghostmaniac”
11. „Alarm!!!” (reprise)